# حسين عباس (لاعب كرة قدم)
حسين عباس (مواليد 30 نوفمبر 1994) لاعب كرة قدم إماراتي يجيد اللعب في الظهير الأيسر مع نادي دبا الحصن الإماراتي  لعب في نادي النصر ونادي الوحدة ونادي بني ياس ونادي دبا الحصن.

## روابط خارجية
- حسين عباس على موقع Soccerway.com (الإنجليزية)